# Damian Penaud
Damian Penaud (Brive-la-Gaillarde, 25 de septiembre de 1996) es un jugador francés de rugby que se desempeña como wing y juega en el Union Bordeaux Bègles del Top 14. Es internacional con Les Bleus desde 2017.

## Selección nacional
Representó a Les Bleuets durante dos años, compitiendo en el Campeonato Mundial. El equipo finalizó cuarto en Italia 2015 y obtuvo un decepcionante noveno puesto en Inglaterra 2016.
Jacques Brunel lo convocó a Les Bleus para disputar los test matches de mitad de año 2017 y debutó contra los Springboks, marcó un try en la derrota por 37–15. Fue nuevamente seleccionado para los test matches de fin de año 2017, pero debido a los malos resultados del equipo, no lo volvería a ser hasta los test matches de fin de año 2018.
Fue seleccionado para el Torneo de las Seis Naciones 2019 y en el segundo partido le marcó un try a La Rosa.

## Palmarés
- Campeón del Top 14 de 2016–17.
- European Rugby Challenge Cup de 2019.